# Gare de Yamato-Koizumi
La gare de Yamato-Koizumi (大和小泉駅, Yamato-Koizumi-eki) est une gare ferroviaire de la ville de Yamatokōriyama, dans la préfecture de Nara au Japon. La gare est exploitée par la compagnie JR West.

## Situation ferroviaire
La gare de Yamato-Koizumi est située au point kilométrique (PK) 142,5 de la ligne principale Kansai (PK 21,6 de la ligne Yamatoji).

## Historique
La gare de Yamato-Koizumi a été inaugurée le 25 août 1920.

## Service des voyageurs

### Accueil
La gare dispose d'un bâtiment voyageurs, avec guichets, ouvert tous les jours.

### Desserte
- Ligne Yamatoji :
  - voie 1 : direction Nara, Kizu et Kamo
  - voie 2 : direction Tennōji, JR Namba et Osaka